# Baoulé jezik
Baoulé jezik (baule, bawule; ISO 639-3: bci), jezik istoimene i najveće etničke grupe (Baoulé) u Obali Bjelokosti, kojim govori 2 130 000 (1993 SIL) u departmanu Central.
Pripada nigersko-kongoanskoj porodici, užoj skupini kwa, podskupina sjeverni bia. Srodan mu je jezik anyin [any]. Pismo: latinica.

## Vanjske poveznice
- Ethnologue (14th)
- Ethnologue (15th)